# Lettura libera volontaria
La lettura libera volontaria è l'attività di lettura di un qualunque materiale scritto sia in lingua nativa (L1) che in una lingua straniera (L2) senza che vi sia nessuna forma di imposizione e che può avvenire sia a casa che a scuola. Quando è comprensibile, il materiale è a tutti gli effetti input linguistico comprensibile in forma scritta, che permette l'acquisizione progressiva di una lingua straniera.
Nell'ambito dell'acquisizione delle lingue straniere, è uno dei metodi più potenti in assoluto per acquisire una L2 secondo Stephen Krashen; contemporaneamente, quest'attività permette di sviluppare competenze anche nella propria L1. La lettura libera volontaria è dunque una delle attività cardine nella didattica acquisizionale.
Secondo un termine coniato da Krashen, la lettura libera volontaria su testi reperiti online è detta navigazione libera volontaria.

## Nome
La lettura libera volontaria è molto nota nella letteratura internazionale come Free Voluntary Reading (FVR), in particolare nel contesto di didattica acquisizionale. Altri nomi sono: lettura per piacere (Pleasure Reading), lettura ricreativa (Recreational Reading), lettura extracurriculare (Extracurricular Reading), lettura silenziosa sostenuta (Sustained Silent Reading, SSR) e lettura selezionata da sé (Self-Selected Reading). Un altro acronimo usato in particolare negli Stati Uniti è DEAR (Drop Everything And Read, "Molla tutto e leggi"), che è anche il nome di una festa nazionale, il DEAR Day, cioè il giorno dell'anniversario di nascita di Beverly Cleary, una celebre scrittrice per ragazzi (12 aprile). Questa festa nazionale non si limita a ricordare questa scrittrice, ma sensibilizza le scuole e i genitori a promuovere l'attività di lettura per bambini e ragazzi. Più anticamente, la lettura libera volontaria era conosciuta come lettura silenziosa sostenuta ininterrotta (Uninterrupted Sustained Silent Reading, USSR), ma la sigla sarebbe stata gradualmente abbandonata perché identica a quella dell'URSS in inglese.
In contesto online, è stata chiamata da Krashen navigazione libera volontaria (Free Voluntary Surfing, FVS).

## Caratteristiche basilari
Il Free Voluntary Reading (FVR) consiste nella lettura in autonomia di testi resi comprensibili, che dunque forniscono input comprensibile per acquisire una L2. Il FVR è l'antitesi della lettura assegnata ("Assigned Reading"). L'attività di Free Voluntary Reading, in quanto è basata sul piacere e sull'iniziativa personale, non prevede assegnazioni verticali da parte del docente di un brano preciso, di un genere o di un autore. Inoltre, non prevede lo svolgimento di test di alcun tipo a fine lettura, per cui i classici brevi esercizi di comprensione nei libri di testo scolastici non sono progettati in partenza per essere FVR. Non prevede nemmeno delle particolari ricompense a fine attività, siccome il piacere dell'attività stessa e la competenza linguistica che vi deriva sono le ricompense. La lettura è una delle attività più diffuse che porta la mente umana a entrare in stato di flusso, per cui è completamente assorbita dal task, non prova alcuna sensazione di stress e cruccio ed è ricompensata dal task stesso invece che da altre ricompense esterne; pertanto, l'azione è 'autotelica', cioè fine a se stessa e non a ricompense estrinseche, dunque è motivante in sé e intrinsecamente. Grazie al flusso nell'acquisizione delle lingue straniere, il filtro affettivo è dunque azzerato, la motivazione è massima e l'acquisizione è possibile.
La motivazione nell'acquisizione delle lingue straniere è una delle variabili psicologiche fondamentali per raggiungere il successo ed è anche una delle componenti dell'ipotesi del filtro affettivo di Krashen insieme alla buona autostima nelle L2 e all'assenza di ansia nelle L2.
Il Free Voluntary Reading non ha ricompense esterne siccome queste ultime sono inefficaci: l'attività viene orientata a una ricompensa esterna e, nel momento in cui un sistema di ricompense esterne o di punizioni viene a mancare, il discente può smettere di svolgere l'attività perché è demotivato. Pertanto, la strategia per cui si fornisce una ricompensa ai discenti che svolgono l'attività anche solo per fargli iniziare a svolgere l'attività e dunque appassionarli e/o incuriosirli è problematica. Secondo Krashen (2007), non esistono prove che questa strategia funzioni, per cui il piacere intrinseco della lettura, della scoperta e dell'acquisizione di una L2 non sostituisce la ricompensa esterna fornita agli inizi.
Krashen, in "The Power of Reading" e "Free Voluntary Reading", raccomanda in particolare di leggere in lingua straniera siccome non solo aumenta la competenza nella L2, ma il discente può imparare qualcosa di nuovo, qualunque essa sia (e.g., da un travel blog, può scoprire l'esistenza di una città o borgo interessante e la sua Storia e tradizioni); inoltre, se nel tempo in cui un docente con un metodo tradizionale fa una lunga spiegazione verticale delle regole di grammatica e pronuncia astratte (incluse quelle cognitivamente più difficili da capire e utilizzare nel monitor) con esercizi annessi opta invece per attività basate sull'input comprensibile (anche attraverso testi di Free Voluntary Reading personalizzati), un discente ha maggiori occasioni di entrare in contatto con nuova morfologia, elementi culturali legati all'uso della lingua, sintassi, lessico e conoscenza del mondo e di sé. In caso contrario, queste occasioni verrebbero perse.
Il FVR è assolutamente indispensabile per formare delle basi solide per raggiungere le competenze più avanzate in L2 in un secondo momento e, al 2004, secondo l'autore è una delle attività più carenti nel periodo scolastico. Qualora l'attività di FVR manchi, è estremamente difficile raggiungere. Il FVR aiuta anche nello sviluppo di maggiori competenze nella L1 a livello di incremento del vocabolario, accuratezza grammaticale, capacità di produzione scritta e orale e spelling/ortografia. In particolare, il fatto che il FVR di grandi quantità di testi aumenti le competenze nell'ortografia è dimostrabile con il dato fatto che, se un discente legge testi con errori di ortografia molto ricorrenti e dunque scritti male, assimila l'ortografia errata; uno studio fondamentale in questo campo specifico è stato svolto da Nisbet (1941). Anche quando le letture sono orientate all'acquisizione, rinforzo e avanzamento nella L2, vengono acquisite anche delle maggiori competenze di scrittura nella L1 secondo quanto dimostrato da Salyer (1987), Janopoulous (1986) e Kaplan e Palhinda (1981).
Il Free Voluntary Reading viene suddiviso in due tipologie in base al livello di comprensione del testo: nella lettura estensiva (Extensive Reading), il discente coglie il senso generale e il significato complessivo di una vastissima mole di testi, mentre nella lettura intensiva (Intensive Reading) il discente coglie il 100% del senso di pochi testi. Se si mira all'acquisizione di L2, Krashen spiega che la lettura estensiva permette di entrare in contatto con il contenuto semantico e grammaticale di numerosissimi testi tutti sullo stesso topic e/o scritti dallo stesso autore (per cui il discente ha un minimo di controllo sul vocabolario e stile e può specializzarsi precocemente in un topic e stile).
Se la lettura è ad alta voce, il discente migliora l'articolazione dei suoni e arricchisce l'acquisizione della componente sonora che invece è assente nella concezione originale di Krashen, per cui la lettura è silenziosa ("Silent Reading"). La lettura ad alta voce inoltre ha un impatto positivo sulla produzione orale siccome i discenti che leggono ad alta voce mostrano una grammatica più ricca e frasi più lunghe rispetto al gruppo di controllo. Tuttavia, la lettura ad alta voce deve concentrare il focus in primis sul significato di quanto si legge invece che sulla mera pronuncia.
Qualora i testi e libri siano di difficoltà crescente, il passaggio dai libri di livello semplice a quelli di livelli più elevati non è necessariamente lineare: secondo uno studio di Beniko Mason e Stephen Krashen (1997), alcuni discenti possono partire dai testi semplici, approdare a quelli più difficili, tornare indietro per un periodo a quelli più semplici e infine riapprodare nuovamente a quelli più difficili.
Un'opera fondamentale che tratta il FVR è "Hooked on Books: Program & Proof" di Daniel Fader e Elton McNeil, pubblicato nel 1968 e poi ripubblicato come seconda edizione nel 1976 con il titolo "The New Hooked on Books: How to Learn and How to Teach Reading and Writing with Pleasure". Altre due opere fondamentali sono "The Power of Reading: Insights from the Research" del 2004 di Stephen Krashen e "Lifting Literacy Levels with Story Books: Evidence from the South Pacific, Singapore, Sri Lanka, and South Africa", un paper di Warwick Elley, Francis Mangubhai et al. del 1996. Fader, in particolare, ha raccontato di avere somministrato delle letture a un gruppo di giovani di 12-17 anni in riformatorio con disabilità sociale (in quanto delinquenti giovanili) in base ai loro interessi. I giovani, che non erano obbligati a leggere e a svolgere alcun compito sulle letture, al massimo si limitavano a discutere in classe quanto letto; inoltre, potevano richiedere nuove letture direttamente a Fader ogni volta che volevano. Dopo un anno di letture sono stati sottoposti a un test di scrittura (lo Scholastic Achievement Test) che ha indicato come le letture hanno migliorato pesantemente il loro livello di alfabetizzazione. I ragazzi avevano come autore preferito Ian Fleming, l'inventore di James Bond, mentre altri hanno letto dei magazine. Il gruppo di controllo, che non è stato sottoposto proposte di attività di FVR, ha ottenuto solo un aumento molto modesto delle competenze. Quest'attività di FVR, se riproposta in L2, può dare effetti analoghi.
In base al calcolo matematico, anche solo 15 minuti di FVR in una L2 al giorno per un anno (365 giorni) porta a 5475 minuti di lettura totali, cioè 91 ore circa di esposizione a input linguistico; il totale aumenta se si aumentano i minuti di FVR o se l'attività è sostenuta nel corso degli anni. Ad esempio, un secondo anno di FVR in L2 porta a oltre 180 ore di esposizione, cioè a tre ipotetici corsi universitari di lingua straniera da 60 ore sommati insieme.
Krashen, in base a un risultato in Mason e Krashen (2017), ha ipotizzato che un discente di livello medio-basso di inglese L2 può acquisire l'inglese di livello avanzato in tre anni se pratica con costanza il Free Voluntary Reading.

### L'ipotesi del piacere, della lettura e del condotto e il FVR

#### Ipotesi del piacere
L'ipotesi del piacere (Pleasure Hypothesis) è stata sviluppata da Krashen (1994) ed è correlata all'ipotesi del filtro affettivo e alla didattica acquisizionale. Secondo quest'ipotesi, le attività legate all'acquisizione linguistica di una L2 sono considerate piacevoli dai discenti rispetto alle attività esplicite e verticali, dunque a quelle di stampo più tradizionalista e formalista (e.g., spiegazione di regole astratte grammaticali, memorizzazione delle regole e delle tavole di eccezioni, liste di vocaboli, esercizi volti a testare la conoscenza delle regole). In particolare, l'attività di lettura è una delle attività più potenti per portare la mente di chi svolge l'attività in stato di flusso (flow) o di "esperienza ottimale" (Csikszentmihalyi, 1990).  Lo stato di flusso, dunque l'esperienza di immersione totale, di assorbimento completo, di concentrazione completa e di massima positività viene vissuto da persone di più culture e etnie e viene riconosciuto facilmente da queste ultime. La ricerca riguarda anche il raggiungimento e mantenimento dello stato di flusso in persone che lavorano in gruppo, per cui il flusso cessa di essere uno stato individuale viene chiamato "flusso di gruppo" (group flow); l'analogo in ambito scolastico è detto "flusso di classe" (classroom flow).
Una delle attività al mondo che innesca più facilmente lo stato di flusso in quanto viene citata come attivatore/trigger è proprio la lettura, fermo restando che l'esperienza di flusso non si attiva se l'azione da svolgere è troppo difficile o troppo facile rispetto alle proprie abilità. Siccome il flusso è attivamente ricercato dai discenti, si innesca un circolo virtuoso a partire dai task resi motivanti secondo il discente (e.g., perché in accordo con gli obiettivi e passioni del discente, perché in accordo con l'identità di sé che vuole sviluppare in futuro, perché poco oltre il suo livello di competenze, ecc.); questo modello circolare è in accordo con l'ipotesi del filtro affettivo di Krashen siccome le componenti fondamentali sono le stesse. In contesto di insegnamento della lingua straniera, laddove manca lo stato di flusso, si possono innescare l'ansia verso le lingue straniere e la noia verso le lingue straniere, dunque delle esperienze anti-flusso.

#### Ipotesi della lettura
L'ipotesi della lettura (Reading Hypothesis) spiega come l'esposizione continua a grandi dosi di input comprensibile attraverso la lettura permetta l'acquisizione di una L2, oltre al miglioramento della lingua nativa o "lingua materna" o "lingua ereditata" (L1). L'ipotesi della lettura si riferisce in particolare al Free Voluntary Reading (FVR), cioè alle attività di lettura per piacere e/o di topic di interesse al discente, per cui l'input di interesse al discente è detto "Compelling Input" (CI); l'attività di lettura, che è costante ma che non necessariamente si protrae per un lungo tempo, può avvenire sia in contesto sia extrascolastico che scolastico e rientra dunque nella didattica acquisizionale. L'attività di lettura infatti permette di ampliare il vocabolario, entrare in contatto con sottigliezze e sfumature nell'uso del vocabolario, entrare in contatto con nuove strutture grammaticali, migliorare l'ortografia e acquisire uno stile di scrittura o un generico "bello stile" di scrittura; l'ortografia migliora se il testo già in partenza non contiene errori ortografici e i vocaboli hanno il pregio di essere usati in modo concreto, in numerosi contesti e di mostrare eventuali connotati positivi e negativi o sfumature d'uso nel caso dei quasi-sinonimi, a differenza delle flashcard, delle liste di vocaboli e delle liste di eccezioni da imparare a ruota.
Uno stile di scrittura e una generica "buona" scrittura non si acquisisce scrivendo direttamente e dunque producendo output anche in gran quantità e ad alta frequenza ogni settimana (a prescindere che si produca dentro o fuori dalla scuola, perché assegnato come compito o per se stessi); al contrario, si acquisisce esponendosi dunque a input comprensibile. Questo fatto viene anche confermato dalla scarsa frequenza di scrittura da parte dei discenti dentro e fuori dalla scuola già in studi compiuti negli Stati Uniti dagli Anni Ottanta (e.g., Applebee, Langer e Mullis, 1986; Applebee et al., 1990; Rice, 1986). La lettura di un libro appartenente a un genere letterario preciso (e.g., il genere gotico, il giallo, il romanzo epistolare) non si limita a specializzare il discente nella comprensione di quel genere, ma lo aiuta a capire gli altri generi. Il FVR infine permette di leggere e comprendere un testo con una velocità di lettura e avanzamento complessivo che si adatta al singolo discente, fenomeno che di solito non avviene nell'apprendimento con metodi tradizionali.

#### Ipotesi del condotto
L'ipotesi del condotto (Conduit Hypothesis), dove "conduit" si può tradurre come "condotto, conduttura, tubatura, tubazione", illustra il percorso di difficoltà crescente nella comprensione dell'input da parte di un discente che acquisisce una L2 e, contestualmente, il percorso del tipo di letture di un discente che desidera arrivare a un alto livello di competenza in L2. Il percorso è diviso in tre fasi in ordine cronologico ed è valido sia per L2 che per il linguaggio accademico in L1:
- Storie: le storie sono la prima fase e, qualora il discente di L2 non sappia ancora leggere in lingua straniera, le storie possono essere rese comprensibili con la lettura ad alta voce e una serie di strategie come l'uso della gestualità del corpo, viso, disegni, onomatopee, oggetti reali (realia) e loro surrogati ecc. Le storie introducono i primi elementi di grammatica (sintassi e eventuale morfologia) di L2 insieme a un primo nucleo di lessico non specialistico e ai primi elementi di struttura testuale. Le letture inoltre permettono di stimolare la curiosità del discente e la passione verso l'attività di lettura e i libri. Queste prime storie, che possono anche essere degli storytelling molto brevi, elementari e infantili, fanno da condotto alla fase 2.
- Letture ricreative selezionate in autonomia: l'attività corrisponde al Free Voluntary Reading (FVR) e Free Voluntary Surfing (FVS) e si basa sulla scelta autonoma del discente e sui suoi interessi, dunque su un numero ristretto di topic, generi testuali e/o autori ("Narrow Reading", per cui i lettori sono detti "Narrow Readers"). L'attività, oltre a essere volta a migliorare la competenza in L2 e eventualmente ampliare la propria conoscenza, fa da condotto alla fase 3. In particolare, D. Biber (1988) in base a una sua analisi ha concluso che i romanzi ("fiction"), se non sono di qualità scarsa, sono linguisticamente a metà tra la lingua usata nelle conversazioni e il linguaggio accademico degli abstract.
- Letture accademiche: questa fase si raggiunge nel momento in cui le attività di Free Voluntary Reading hanno reso i testi accademici comprensibili, anche se le caratteristiche di questo genere devono ancora essere acquisite attraverso la lettura. Le letture accademiche, siccome appartengono tutte allo stesso genere, sono un'attività di lettura ristretta (Narrow Reading); anche i topic possono essere ristretti, scelti in autonomia e di forte interesse per il discente (e.g., le opere di William Shakespeare e il suo uso del pentametro giambico per imitare il suono del battito cardiaco). Pertanto, la terza fase equivale al Free Voluntary Reading diretto però al genere accademico. Le letture accademiche solitamente appartengono a un alto livello di competenza della L2 e anche di L1.

### Altre ipotesi
Krashen, in una ricerca, espone altre 4 ipotesi che riguardano nello specifico il Free Voluntary Reading. In ordine di importanza secondo l'autore, esse sono:
- l'ipotesi della lettura senza sforzo (Effortless Reading Hypothesis): l'acquisizione avviene se il discente legge senza sforzo perché le letture sono adatte al suo livello linguistico (e.g., al suo vocabolario passivo/recettivo) e al 95% comprensibili (Laufner, 1992), per cui le eventuali lacune sono estremamente piccole e colmabili in base al contesto
- l'ipotesi della dimenticanza (Forgetting Hypothesis): l'acquisizione avviene nel momento in cui il lettore/discente si dimentica che sta leggendo in un'altra lingua per quanto il contenuto è input avvincente (Compelling Input, CI) oltre che comprensibile. In tal modo, l'ansia e altre emozioni negative si azzerano, il filtro affettivo si abbassa e il discente può entrare in stato di flusso. Il discente si "perde nel libro" e si focalizza solo sul contenuto di quanto legge (focus on content/meaning) e non sulla forma, cioè sulla grammatica (focus on form).
- l'inconsapevolezza dell'acquisizione (Unawareness of Acquisition Hypothesis): l'acquisizione durante la lettura è un processo conscio (siccome ogni forma di apprendimento avviene sempre quando un discente è conscio) ma è inconsapevole e implicito. Dopo l'acquisizione, un discente può notare l'avanzamento consciamente a distanza di tempo e provare sia sorpresa che perplessità siccome non sa la fonte da cui proviene
- l'ipotesi della ricerca di comprensione (Comprehension Checking Hypothesis): più il discente che legge ricerca esplicitamente la comprensione del testo, meno avviene l'acquisizione; inoltre, la pressione di ricordarsi sempre ogni cosa letta per arrivare a capire passo dopo passo l'intero testo impedisce al discente di entrare in stato di flusso, per cui l'attività è meno piacevole di quanto potrebbe essere. Lo stesso avviene se si svolgono compiti di comprensione del testo di qualunque tipo a fine lettura, siccome tali compiti mettono pressione per ricordarsi ogni cosa letta e possono essere visti come il fine ultimo dell'attività di lettura. Infine, la sola presenza dell'esercizio può lanciare il messaggio che il discente/lettore è inaffidabile, per cui ha bisogno di fare esercizi per dimostrare che capisce quello che legge.

In un'altra ricerca, espone un'ulteriore ipotesi che ha pesanti ricadute sulla motivazione nel FVR:
- l'ipotesi dello "home run book" (Home Run Book Hypothesis): è sufficiente una sola esperienza positiva con un libro per trasformare una persona in un lettore assiduo. L'osservazione di questo fenomeno è stata per prima notata da Jim Trelease, autore di un best-seller sulla lettura. L'espressione "home run book" indica un libro trovato talmente bello mentre viene sfogliato che i futuri lettori corrono a casa con il libro per leggerlo; l'espressione deriva da una citazione autobiografica in "The Overall Boys" di Clifton Fadiman (1947), in cui descriveva la propria prima esperienza di lettura: "One's first book, kiss, home run, is always the best".[19][20] Nella stessa ricerca, gli autori hanno parzialmente confermato l'ipotesi: da un'intervista di 214 bambini di scuola elementare a Los Angeles (di cui il 96% appassionati di lettura), è emerso che il 53% di loro si ricordava il titolo del libro che gli ha fatto scatenare l'amore per la lettura. Tra i libri citati si contavano libri horror, i fumetti della Marvel e Il leone, la strega e l'armadio di C. S. Lewis.[19]

## Il Free Voluntary Reading come attività autonoma
Il FVR fuori dalla scuola (e anche promosso durante le ore scolastiche), secondo l'ipotesi della lettura (Reading Hypothesis) di Krashen, è un'attività che migliora numerose competenze in L2, anche se non è l'unica attività.
Alcuni testi utilizzabili nel Free Voluntary Reading in L2 sono:
- graded reader e libri di fiabe
- fumetti e manga
- post sui social media
- descrizioni di beni e servizi nei negozi online, incluse le istruzioni, le recensioni degli utenti e le informazioni del singolo venditore/profilo
- articoli e commenti nei blog e forum collegati a un topic/trend di interesse del discente e/o già noto (e.g., travel blog, blog di etnogastronomia)
- articoli di giornali online o della sezione "news" di un sito
- articoli di riviste online di qualunque argomento (e.g., scienza, tecnologia, cucina, calcio, moda, palestra, auto e moto, viaggi, animali, ogni tipo di arte, gossip...)
- ricette prese da ricettari online
- pagine internet di un qualunque sito di organizzazioni pubbliche (nazionali e internazionali)
- romanzi di qualunque genere
- articoli di enciclopedie online
- articoli scientifici
- corpora di leggi scritte e/o tradotte in più lingue
- interi testi accademici e saggi

Un esempio di sito di un'organizzazione internazionale tradotto in più lingue è quello dell'ONU, mentre una grande enciclopedia online disponibile in più lingue è Wikipedia, che al 2025 conta 341 edizioni diverse. Un esempio di database di testi e documenti tradotti in numerose lingue come l'archivio di leggi "EUR-Lex" dell'Unione Europea (che al 2025 ha 24 lingue ufficiali). Un testo tradotto in numerose lingue è la Bibbia dei Testimoni di Geova, che al 2025 è stata tradotta interamente o parzialmente in 307 lingue.
A ogni livello di competenza di un discente corrisponde un testo, per cui il livello di difficoltà grammaticale e del vocabolario sono adattati. In particolare, un testo adatto dal punto di vista lessicale non costringe il discente a dovere tradurre gran parte delle parole una a una; inoltre, la difficoltà lessicale e la mancanza di familiarità con il topic sono fattori molto più problematici rispetto alla difficoltà sintattica siccome in primis il significato generale delle frasi non riesce a essere capito e la parte non compresa di grammatica non può essere ripescata attraverso il senso generale e l'ipotesi dell'i+1. Ad ogni modo, tutti i principianti assoluti in una L2 non conoscono alcun vocabolo e non conoscono la pronuncia della lingua, anche se il sistema di scrittura è già noto per via di una parentela o di una conoscenza pregressa. Tuttavia, questa situazione universale di partenza non crea problemi se per esempio il discente acquisisce la pronuncia e i vocaboli fondamentali in forma orale (senza scrivere e senza inventarsi un proprio sistema di traslitterazione) e usati in contesto per capire la quasi totalità del contenuto dei primi testi di partenza, per cui de facto impara in un secondo momento a leggere in L2 e a beneficiare dell'acquisizione attraverso lo strumento della lettura. Inoltre, dato un corpus linguistico di partenza, può individuare, imparare e provare a usare subito il lessico più diffuso in assoluto di una lingua (e.g., gli sweet 16 verbs di Mike Peto).
Potenzialmente qualunque testo comprensibile anche in base al proprio livello pregresso può essere usato per svolgere il Free Voluntary Reading, per cui il FVR non si basa su graded reader e materiali autentici didattizzati. In tal modo, il discente può continuare a ricevere input comprensibile al di fuori di una classe e senza la presenza di un parlante nativo collaborativo, per cui rinforza le proprie conoscenze o le estende. L'efficacia aumenta se l'argomento del testo è motivante per il discente. Il discente può comunque saltare interi passaggi non interessanti o troppo difficili; qualora sia nella totale incapacità di capire poche parole isolate, può usare un dizionario invece di saltarle. Il FVR può procedere a una velocità che si adatta al singolo discente, siccome i singoli discenti possono avere diverse velocità di lettura, comprensione e di avanzamento complessivo.
Il docente può intervenire in quest'attività di Free Voluntary Reading nonostante sia "spontanea" da parte del discente: semplicemente, il docente conosce i topic di interesse del discente e/o i suoi generi prediletti (e.g., i viaggi e i travel blog) e dunque gli offre dei testi tutti centrati su un argomento di interesse o su un genere testuale particolare per fare Free Voluntary Reading estensivo; tutti i materiali autentici sono inoltre didattizzabili, per cui un testo si può semplificare ad esempio con la sua riscrittura parziale (aggiunte, cancellature, uso di sinonimi), con l'aggiunta di foto o con l'aggiunta di annotazioni. La lettura ottimale per l'acquisizione è estensiva ma non procede completamente a caso, siccome è guidata da una coerenza di topic, di interessi e/o di genere testuale. L'acquisizione linguistica di L2 segue la comprensione dell'input scritto, dunque segue in generale una buona comprensione di quanto è scritto. L'abilità di decodificare il significato nei testi aumenta con l'esperienza, per cui i discenti che si avvicinano le prime volte alla lettura estensiva potrebbero avere dei problemi. Un'abilità fondamentale per decodificare è quella di individuare i dettagli giusti nel testo che permettono la decodificazione invece di ignorarli o di fermarsi parola per parola (e dunque raccogliere dettagli in quantità eccessiva e irrilevanti). Siccome un testo è composto da più frasi, per cogliere il senso generale vale lo stesso principio, per cui delle frasi sono fondamentali, mentre altre sono meno rilevanti. Le immagini che eventualmente accompagnano un testo possono aiutare a decodificare il testo prima ancora di leggerlo come strategia pre-lettura (pre-reading strategy), come anche la conoscenza di background/pregressa sull'argomento e la lettura del titolo del testo qualora sia presente. Se il testo è accompagnato da un video, vale lo stesso principio. Avere delle buone strategie di lettura nella propria L1 non implica che il discente le abbia già sviluppate nella L2; in particolare, potrebbero prediligere la lettura intensiva a quella estensiva, con un esito deleterio. Due tecniche per sviluppare quest'abilità, oltre a conoscere a livello consapevole e esplicito la differenza tra lettura estensiva e intensiva, sono l'eliminazione di parole superflue da un testo tirando una riga e il cloze reading ("lettura ravvicinata"), per cui si propone un testo in cui una parola da indovinare in modo approssimativo viene tolta dal testo ogni N parole (ogni 5-10).

### Il Free Voluntary Surfing
La lettura estensiva e il Free Voluntary Reading con l'aggiunta della personalizzazione e di un'eventuale didattizzazione dei materiali autentici oggi sono sempre applicabili grazie soprattutto all'esistenza di internet; al tempo della pubblicazione di "The Natural Approach" (1998) e della seconda edizione di "The Power of Reading" (2004), internet era una tecnologia meno avanzata e diffusa rispetto agli anni successivi. Mancava dunque la possibilità di reperire testi in lingua online da blog, giornali online, social media, negozi online, database di testi accademici e articoli scientifici, siti di organizzazioni pubbliche nazionali o internazionali tradotti in più lingue e grandi enciclopedie online in più lingue. Mancava anche la possibilità di consultare database di testi e documenti tradotti anche in decine di lingue o l'archivio di traduzioni della Bibbia dei Testimoni di Geova. Contestualmente, mancava la possibilità di reperire monologhi e dialoghi con velocità regolabile e sottotitoli in più lingue sia visualizzabili che scaricabili attraverso social media come ad esempio YouTube. Mancavano poi traduttori online con un buon grado di affidabilità, con cui si possono sia tradurre testi e singole parole, sia generare testi completamente nuovi, sia trasformare testi scritti (anche in un alfabeto sconosciuto) in testi audio ascoltabili. Dopodiché, mancavano anche i corpora linguistici online, in cui si può inserire un vocabolo o uno spezzone di frase per osservare tutte le frasi in cui tale vocabolo o inciso compare per capire l'uso in contesto (si possono anche ordinare le frasi in base alle tipiche parole che compaiono a sinistra e a destra del vocabolo o espressione in modo tale da generare le collocazioni, cioè le combinazioni tipiche di vocaboli). Infine, l'intelligenza artificiale (AI) giunta a un buon grado di maturazione permette oggi inoltre di creare foto per rendere comprensibile un testo in L2 e di semplificare e/o riassumere un testo lungo e complesso in L2, cosa impossibile al tempo della pubblicazione delle due opere di Krashen. Il FVR e la presenza delle tecnologie ICT permettono perfino di mantenere e sviluppare la propria lingua nativa (o "lingua ereditata", dall'inglese "heritage language", HL) nel momento in cui un parlante si sposta a vivere all'estero, laddove non è parlata la sua L1.
Krashen ha battezzato questo tipo di attività "navigazione libera volontaria" (Free Voluntary Surfing, FVS) e ha spiegato che è in opposizione non solo alla lettura assegnata (Assigned Reading), ma anche alle attività che riportano sul computer i metodi che fanno capo all'approccio formalista e tradizionale, per esempio ai test di grammatica e pronuncia online. Questi tipi di attività infatti non promuovono l'acquisizione ma l'apprendimento esplicito e lo sviluppo del monitor nella mente del discente secondo l'ipotesi del monitor, inoltre tali attività sono meno piacevoli delle attività che coinvolgono l'acquisizione linguistica secondo l'ipotesi del piacere e possono demotivare il discente a causa della mancanza di personalizzazione e di caratteristiche che rendono l'azione autotelica (il fine e la ricompensa sono l'azione in sé, non sono ricompense esterne). La navigazione libera volontaria è anch'essa libera da test di comprensione o di altro tipo a fine attività.
Secondo Kaufmann e Flanagan (2016), la lettura su schermo (siti web, eBook, PDF, documenti Word e simili) favorisce la ritenzione di dettagli concreti nel testo, tuttavia la lettura su supporto cartaceo favorisce la comprensione del testo e la deduzione di informazioni attraverso il ragionamento astratto, per cui la mente funziona diversamente in base al supporto di lettura. La lettura su schermo porta di meno al ragionamento siccome l'attenzione è frantumata ed è dunque più adatta a ricordare informazioni concrete, paragonabili a quelle di un libretto per le istruzioni. Quindi, il Free Voluntary Surfing (FVS), a meno che i testi vengono stampati, porta a questo tipo di effetti.

## Il Free Voluntary Reading praticato in classe
Il Free Voluntary Reading come attività integrata in un programma scolastico che riguarda in particolare la L1 viene solitamente chiamato "Sustained Silent Reading" (SSR) e "Self-Selected Reading"; la lettura avviene per esempio ogni giorno per 5-15 minuti e a volte è associata a attività come il riassunto e commento di quanto letto o una discussione in classe di quanto letto per accertarsi che il discente abbia effettivamente svolto la lettura ("minimal accountability"), che però possono essere attività demotivanti in particolare se diventano numerose e pesanti da svolgere. Il FVR avviene direttamente durante il periodo scolastico, dunque non viene rilegato ai periodi di vacanza.
In un'ultima opera fondamentale che riguarda il FVR in L1 ma le cui idee sono generalizzabili alle L2, "The Book Whisperer" di Donalyn Miller (2009), viene illustrato un metodo che permette di esercitare un'attività pressoché identica al FVR direttamente in classe. Il docente infatti non necessariamente si limita a selezionare dei testi in base alle preferenze di uno o più discenti e/o a semplificarli qualora siano troppo complessi, ma secondo Donalyn Miller può munire la classe di una sorta di libreria di classe (classroom library) di testi di argomenti e generi disparati e adatti al livello della classe da cui ogni discente seleziona una o più letture in base ai topic di proprio interesse. La libreria di classe viene aggiornata regolarmente dal docente in qualità di curatore; alcuni suggerimenti possono venire pure dagli studenti stessi. Se le letture in più sono in L2 e sono rese comprensibili, il discente acquisisce la L2, apprende nuove conoscenze e sviluppa la passione per la lettura in generale e nella L2 studiata. L'attività di FVR in classe si può affiancare a altre attività ma, se implementata, deve diventare una routine, va svolta in un ambiente confortevole e non deve essere vissuta come una forzatura da parte dei discenti, sennò il coinvolgimento non è autentico e viene a mancare una sensazione di guida e autonomia nel percorso di scelta e acquisizione. Un discente che sceglie testi di topic e argomenti disparati e dunque incoerenti tra loro non è condannato da Miller siccome espande i propri orizzonti letterari. Infine, al posto dei test di comprensione o grammatica, Miller propone come attività a fine lettura le discussioni su quanto letto (book talks), le recensioni dei libri e la scrittura a cadenza regolare di un diario (reading journal o "reading log") in cui svolgere riflessioni sul proprio stato d'animo, domande, fenomeni osservati nel percorso di acquisizione e che connessione personale sentono con il materiale letto. Miller tiene in considerazione anche lavori di gruppo incentrati sulle letture (e.g., recite teatrali, poster e simili, finti trailer cinematografici) e la formazione di circoli e club letterari tra studenti accomunati dalla passione verso lo stesso topic o genere letterario. Tutti i materiali prodotti (appunti sulle discussioni, recensioni, il diario e le descrizioni dei lavori di gruppo) sono raccolti in una cartella o "portfolio" personale che documenta in modo ordinato l'intero percorso e i risultati positivi che sono stati ottenuti. Infine, propone lo svolgimento di colloqui faccia a faccia con i singoli studenti per aiutarli a sviluppare un buon metodo di lettura (e.g., guardare il titolo e le immagini per comprendere meglio un testo come strategia di pre-lettura) e discutere meglio le preferenze. La sfida maggiore è quella di trasformare i discenti in lifelong reader, cioè in lettori che per abitudine stabile non smettono di leggere per tutta la vita e che dunque praticano il lifelong learning. Dunque, il FVR adattato alla classe non solo fa parte dell'educazione alle lingue straniere (secondo la distinzione di Sternfeld tra "training nella L2" e "educazione alle lingue straniere"), ma può svolgere anche un'attività di educazione alla lettura nelle lingue straniere contrapposta al mero training nella lettura nella L2 specifica.

### Lo Shared Reading
Nel metodo Shared Reading ("Lettura condivisa"), il docente legge ad alta voce un libro ai discenti, come se questi ultimi fossero dei bambini che si fanno leggere una fiaba dalla madre prima di addormentarsi. I discenti, che eventualmente possono anche prendere delle parole chiave come appunti, a fine lettura discutono con il docente quanto letto. Il contenuto viene poi riletto insieme e messo in scena attraverso un roleplay. Delle parti vengono poi disegnate con didascalie (caption). Infine, il testo viene parzialmente o totalmente riscritto con cambi di personaggi ed eventi. La velocità di lettura deve adattarsi al livello linguistico dei discenti, che altrimenti non hanno il tempo di processare cognitivamente la catena fonica. Pertanto, se sono dei principianti, la velocità di lettura è molto lenta; in particolare, se si riprende un concetto dalla TPR Storytelling, i discenti con maggiori difficoltà nell'ascolto sono il punto di riferimento per settare la velocità di lettura in quanto studenti-barometro. Un limite dello Shared Reading è la mancata possibilità di rileggere il testo, se i discenti non ne possiedono una versione scritta; pertanto, la velocità di avanzamento complessiva può non rispecchiare quella dei discenti.

### I "Libri fatti a mano"
Una strategia alternativa di FVR adattato in classe è stata elaborata da Jeff McQuillan, che ha svolto il proprio PhD con Krashen, e da Elizabeth Dupuy ed è detta "Handcrafted Books" (HB), cioè "Libri fatti a mano": secondo questa strategia, i discenti di L2 più avanzati e dunque appartenenti a una classe più avanzata (e.g., il quarto e quinto anno di college) scrivono delle storie in L2 di livello adatto ai discenti dei primissimi anni e dunque di livello principiante. Le storie, che potevano essere scritte su carta o stampate con un font grande e leggibile, venivano anche illustrate dagli autori con disegni a mano, ritagli di giornale incollati e immagini create al computer; le illustrazioni rendevano il lavoro finale più comprensibile e anche più interessante. In tal modo, i discenti con competenze più avanzate possono esercitarsi a scrivere, mentre i discenti principianti possono avere un rifornimento di testi da leggere per venire a contatto con input comprensibile e svolgere attività di FVR in classe. I testi, prima di essere consegnati ai discenti principianti, vengono riletti e migliorati più volte dagli autori e sottoposti a rilettura finale da parte del docente. I testi infine possono essere conservati dal docente per formare una libreria che va espandendosi, per cui la strategia mostra un'affinità con la proposta di Donalyn Miller. I testi erano lunghi al massimo 25 pagine, per cui la lunghezza dei libri non era eccessiva; i testi avevano anche una copertina con il titolo dell'opera, gli autori e l'eventuale illustratore. Con il consenso degli autori, i libri sono stati infine pubblicati in internet per renderli accessibili in forma dematerializzata a un pubblico potenzialmente vastissimo. Nell'esperimento pilota, 250 studenti di francese della Louisiana State University (LSU) hanno prodotto in totale circa 400 testi di vario genere, inclusi dei fumetti. In un sondaggio, hanno trovato questo task di scrittura interessante rispetto ai task tradizionali di scrittura; in particolare, hanno apprezzato la creatività del task, il fatto di essere diventati autori e la possibilità di scegliere in autonomia il topic da sviluppare per creare il libro. Gli unici commenti negativi erano riferiti al voto sul proprio libro fatto a mano e alle scarse abilità artistiche di alcuni discenti. Il voto è stato assegnato al libro fatto a mano in base all'intelligibilità dell'intero contenuto e a quanto era ritenuto interessante per il lettore, per cui la correttezza grammaticale è stata corretta dal docente ma ignorata in sede di assegnazione del voto. I Libri fatti a mano sono anche digitalizzabili in vari modi e condivisibili in librerie virtuali liberamente accessibili in internet.

### Il Language Experience Approach
Il Language Experience Approach, ideato da Roach Van Allen negli Anni '60, permette di produrre i Libri fatti a mano con un approccio alternativo a quello di McQuillan e Dupuy: secondo questo metodo nato nell'ambito dell'educazione nella L1 e modificato e esteso alle L2, i discenti dettano una o più storie al docente, che dunque traduce i testi. I testi tradotti sono input reso comprensibile dalla traduzione e sono potenzialmente motivanti per i discenti in quanto sono stati creati in primis da loro. Inoltre, i testi contengono elementi di cui i discenti hanno già fatto esperienza in qualche modo (e.g., una vacanza al mare o simili) siccome sono dettati da loro. Questi testi, una volta raccolti, possono essere trasformati in una libreria o in Libri fatti a mano, le cui illustrazioni possono essere prodotte dai discenti a mano o con mezzi virtuali. Questo approccio fa capo all'open learning, teorizzato da Freinet e Montessori. Anche i Libri fatti a mano secondo quest'altro approccio sono smaterializzabili e liberamente condivisibili in versione paperless in internet.

### Il Book Flood
Il concetto di Book Flood, espressione coniata nel 1991 da Warwick B. Elley, indica un programma di acquisizione linguistica di una L2 basato su un mix di metodi classificabili come Free Voluntary Reading. Il programma da lei indicato come "Book Flood" comprendeva delle sessioni in classe di Shared Reading e Language Experience miste al FVR svolto a casa ed è stato implementato a Singapore con successo. L'attività ha portato i discenti a sviluppare maggiori abilità nella produzione orale e scritta, vocabolario, ascolto e comprensione del testo rispetto ai discenti che hanno appreso l'inglese come L2 attraverso l'approccio tradizionale. L'espressione "Book Flood" è traducibile in italiano come "Piena di libri, Esondazione di libri, Inondazione di libri, Straripamento di libri, Fiumana di libri, Marea di libri" in base alle sfumature di significato della parola "flood". La Piena di libri scardina il confine tra FVR in classe e FVR a scuola, ragion per cui la differenza tra i due tipi non implica l'impossibilità di unire entrambe le attività; il FVR a casa o un'unione dei due tipi permette inoltre di aumentare il tempo di esposizione all'input comprensibile e interessante nella L2 siccome il tempo in aula dedicabile alla L2 è tendenzialmente limitato, anche nel momento in cui le poche ore a disposizione (e.g., 3 ore settimanali) sono usate bene. La Piena di libri, come metodo di acquisizione di L2 e miglioramento in L1, ha inoltre il vantaggio di creare un mix di strategie di FVR e di educare alla lettura in L2 (e potenzialmente anche in L1).

## Ipotesi della lettura VS televisione e radio
L'ipotesi della lettura di Krashen non viene messa in difficoltà dall'esistenza della televisione e dunque dell'input comprensibile dato da questa tecnologia, magari ancorato a un programma televisivo considerato interessante: se il consumo di televisione è moderato, non produce alcun danno alle attività di lettura. Inoltre, il linguaggio dei libri è tendenzialmente più complesso di quello della televisione, per cui la lettura stimola di più lo sviluppo del linguaggio e lo porta a un livello più alto, oltre le basi. Inoltre, secondo un articolo di rassegna di svariate ricerche in Comstock e Paik (1991), le famiglie in cui si vedeva più televisione rispetto a leggere libri erano famiglie a basso reddito economico e con pochi libri in casa. Pertanto, quando la televisione va a diminuire il tempo di lettura, una delle possibili cause è lo status socio-economico della famiglia. Inoltre, negli Stati Uniti, storicamente la televisione ha rimpiazzato la lettura nel momento della sua introduzione in quanto era una novità; nel momento in cui l'uso dell'elettrodomestico è diventato stabile o laddove un'attività di lettura è già una routine stabilita, non tendeva a rimpiazzare le attività di lettura. La televisione, in una minoranza di giovani discenti, può anche dare stimoli alla lettura se vengono presentati dei libri in televisione. La televisione e il consumo di filmati, oltre a essere un mezzo che può promuovere l'acquisizione di una L2 a un livello che comunque non è tipicamente quello dei libri, è un'attività di consumo che da passivo diventa attivo nel momento in cui il discente cerca di capire il linguaggio; inoltre, secondo Rajimehr, Xu et al. (2024), durante la visione di un film si attivano ben 24 circuiti cerebrali, per cui lo sforzo cognitivo è già grande in partenza e aumenta in presenza di scene ambigue e complesse fino a confluire nelle aree deputate al "controllo esecutivo" (e.g., problem solving). Anche in presenza di comuni film per la famiglia, le aree che processano il linguaggio e il riconoscimento del volto e movimento sono sempre attive. Un consumo moderato di televisione implica l'assenza della teledipendenza; l'argomento della teledipendenza è oggi estendibile alla dipendenza dal computer, da internet e dai videogiochi.
L'impatto della radio negli Stati Uniti ha avuto un impatto simile a quello della televisione sulla lettura. Secondo Cleary (1939), coloro che ascoltavano la radio per almeno 3 ore al giorno leggevano meno libri (ma leggevano giornali e riviste), ma chi ascoltava pochissima radio leggeva meno libri; pertanto, l'ascolto non eccessivo della radio non faceva diminuire il tempo speso a leggere (in L1 o anche L2).